# Witten
Witten és una ciutat de l'estat federal (Bundesland en alemany) Rin del Nord-Westfàlia, Alemanya. Està situada a la riba del riu Ruhr, a la regió històrica de Westfàlia, entre les ciutats de Dortmund, Bochum i Hagen a la regió o conca del Ruhr (Ruhrgebiet en alemany). Té una població de 97.785 habitants (30.06.2021) i ocupa una superfície de 72,4 km². Des de l'any 1983 acull la primera universitat privada d'Alemanya, la Universitat Witten/Herdecke.
Witten, que es menciona per primer cop a un document eclesiàstic a l'any 1214, és considerada com un dels bressols de la mineria del carbó a Alemanya. Les primeres mines d'extracció de carbó es constitueixen als anys 1552 i 1578 al Muttental segons documents històrics fefaents. La troballa del carbó marca l'origen de la tradició minera i metalúrgica de Witten i de tota la conca del Ruhr. Cal destacar també que al segle xviii Witten era un dels mercats de gra més importants de Westfàlia.
Després del declivi de la indústria minera de carbó a finals del segle xx, que va suposar el tancament de quasi totes les mines de carbó a la conca del Ruhr, l'activitat industrial a Witten es caracteritza per la producció d'acer inoxidable, l'enginyeria mecànica, l'enginyeria elèctrica, la indústria química i la del vidre, que compta amb una llarga tradició seguint les passes d'una de les persones més destacables de Witten, Friedrich Otto Schott, un químic i industrial, especialista en el vidre i descobridor del vidre de borosilicat i que entre altres coses va contribuir de manera determinant en la millora de qualitat dels microscopis i telescopis.

## Història
Des de mitjan segle xvii, Witten ha passat quatre vegades sota domini francès, del 1672 fins al 1675 durant la Guerra Francoholandesa, del 1757 fins al 1763, durant la Guerra dels Set Anys i durant la ocupació napoleònica del 1806 fins al 1813. A continuació formara part de Prússia, dins la província prussiana de Westfàlia. L'any 1823 se li concedeixen els drets de ciutat. Finalment, la província i, per tant, la ciutat s'integren al nou imperi alemany l'any 1871. La quarta vegada que Witten passa sota domini francès és entre el 1923 i 1925, un cop acabada la Primera Guerra Mundial durant l'Ocupació del Ruhr.
El 30 de gener del 1933 el règim nazi del Tercer Reich posa fi a la República de Weimar i al igual que a totes les ciutats alemanyes, els opositors al règim nazi i sobretot la població jueva pateixen els crims dels simpatitzants del nou règim. Durant la mal anomenada Nit del Vidres Trencats o Pogrom de Novembre, la nit del 9 al 10 de novembre del 1938, es destrueix la sinagoga de Witten que fou construida l'any 1884/1885. Els últims anys de la Segona Guerra Mundial Witten pateix 2 atacs aeris, el 12 de novembre del 1944 hi moren 409 persones i 20.000 habitants es queden sense llar i la nit del 18 al 19 de març del 1945 hi moren unes 500 persones i 20.000 habitants addicionals perden els seus habitatges en un atac massiu que només dura 20 minuts. Al final de la Segona Guerra Mundial, el 80 per cent del centre de Witten està destruit.

## Ciutats agermanades[2]
• Beauvais
 • Dagenham
 • Mallnitz
 • Lev Hasharon
 • Bitterfeld-Wolfen
 • Kursk
 • Tczew
 • San Carlos
 • Mekelle